# 1234Space
1234space是一個位於中國廣東省深圳市羅湖區東門的商場，位于深圳地铁老街站上盖，因其面積和定位，商場被譽為mini萬象城。

## 租户
B1：NǑME、CHARLES & KEITH、WESTLINK等。
L1/F1：H&M、GAP、MONKi、乔丹体育、福客FOOOK麻辣烫等。
L2/F2：喜茶、JiNS睛姿眼镜、POP MART等。
L3/F3：太平洋咖啡、满记甜品、YO!TEA有茶、海马体照相馆等。
L4/F4：翠华餐厅、悦活火锅、CoCo都可茶饮、星巴克、Nike、Adidas、SUPERMONKEY超级猩猩健身等。
L5/F5：西西弗书店&矢量咖啡、绿茶、汉拿山、探鱼、居食屋和民等。

## 交通
商場B1層連接深圳地鐵1號線和3號線老街站。

## 邻近
- 深圳市工人文化宫
- 世界金融中心